# Цайскам
Цайскам (нім. Zeiskam) — громада в Німеччині, розташована в землі Рейнланд-Пфальц. Входить до складу району Гермерсгайм. Складова частина об'єднання громад Бельгайм.
Площа — 8,85 км2. Населення становить 2190 ос. (станом на 31 грудня 2020).